# Cosmic Gate
Cosmic Gate – niemiecki zespół trance – progressive trance, który tworzą dwaj muzycy: Claus Terhoeven i Stefan Bossems. 

## Dyskografia

### Albumy i kompilacje
- 2001 – Rhythm & Drums
- 2002 – No More Sleep
- 2003 – Back 2 Back, vol. 1
- 2005 – Back 2 Back, vol. 2
- 2006 – Earth Mover
- 2007 – Back 2 Back, vol. 3
- 2009 – Sign of the Times
- 2010 – Back 2 Back, vol. 4
- 2011 – Back 2 the Future
- 2011 – Wake Your Mind
- 2014 – Start to Feel
- 2015 – Wake Your Mind Sessions 001
- 2016 – Wake Your Mind Sessions 002
- 2017 – Materia, Chapter One & Two
- 2018 – Wake Your Mind Sessions 003
- 2019 – 20 Years (Forward Ever, Backward Never)
- 2020 – Wake Your Mind Sessions 004
- 2023 – Mosaiik, Chapter One & Two

### Single
- 1999 – The Drums
- 1999 – Mental Atmosphere
- 2000 – Somewhere Over the Rainbow / Fire Wire
- 2001 – Exploration of Space / Melt to the Ocean
- 2002 – Back to Earth / Hardcore
- 2002 – The Truth
- 2002 – The Wave / Raging (gościnnie: Jan Johnston)
- 2003 – Human Beings
- 2004 – Different Concept EP Part 1
- 2004 – Different Concept EP Part 2
- 2005 – I Feel Wonderful (gościnnie: Jan Johnston)
- 2005 – The Drums 2005
- 2006 – Should've Known (gościnnie: Tiff Lacey)
- 2007 – Analog Feel
- 2007 – Body of Conflict (gościnnie: Denise Rivera)
- 2007 – Millenium
- 2008 – A Day That Fades (gościnnie: Roxanne Emery)
- 2009 – Not Enough Time (gościnnie: Emma Hewitt)
- 2009 – Flatline (gościnnie: Kyler England)
- 2009 – Under Your Spell (gościnnie: Aruna)
- 2010 – Barra
- 2010 – London Rain
- 2010 – Exploration of Space (Remixes)
- 2010 – Back to Earth (Remixes)
- 2010 – The Drums (Remixes)
- 2010 – Fire Wire (Remixes)
- 2011 – Raging (Remixes)
- 2011 – The Theme
- 2011 – The Blue Theme
- 2011 – Be Your Sound (gościnnie: Emma Hewitt)
- 2012 – Sometimes They Come Back for More (oraz Arnej)
- 2012 – Flying Blind (gościnnie: JES)
- 2012 – Over the Rainbow (gościnnie: J'Something)
- 2012 – Perfect Stranger
- 2012 – Wake Your Mind
- 2012 – Calm Down (gościnnie: Emma Hewitt)
- 2013 – Storm Chaser
- 2013 – So Get Up
- 2014 – Falling Back (gościnnie: Eric Lumiere)
- 2014 – Fair Game (oraz Ørjan Nilsen)
- 2014 – Telefunken (gościnnie: Jerome Isma-Ae)
- 2014 – Alone (gościnnie: Kristina Antuna)
- 2015 – Yai (Here We Go Again) (gościnnie: JES)
- 2015 – Going Home (gościnnie: Emma Hewitt)
- 2015 – Embargo (oraz Armin van Buuren)
- 2016 – Am2pm
- 2017 – Tonight (gościnnie: Emma Hewitt)